# Conte di Oxford e Asquith
Conte di Oxford e Asquith è un titolo nobiliare inglese nella Parìa del Regno Unito.

## Storia

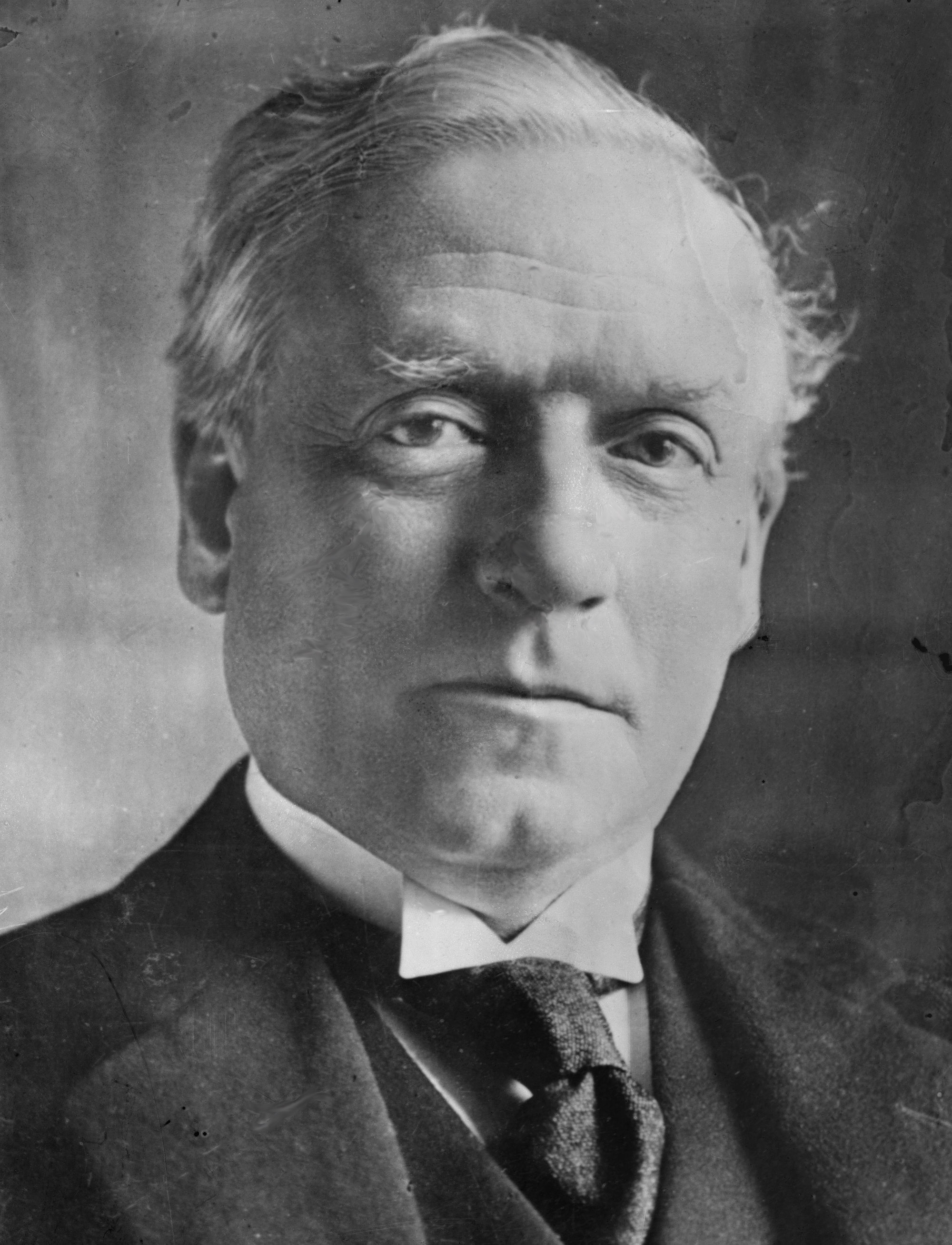
Herbert Henry Asquith,
I conte di Oxford e Asquith

Il titolo venne creato nel 1925 per il politico liberale H. H. Asquith. Questi fu Home Secretary dal 1892 al 1895, Cancelliere dello Scacchiere dal 1905 al 1908, leader del partito liberale dal 1908 al 1926 e primo ministro del Regno Unito dal 1908 al 1916. Asquith venne creato anche Visconte Asquith, di Morley nel West Riding della Contea di York nel contempo, sempre nella parìa del Regno Unito.
Inizialmente la richiesta pervenuta ad Asquith era di crearlo unicamente "conte di Oxford" ma questo avrebbe offeso la famiglia De Vere, titolare per secoli della contea di Oxford. Di fronte a questa opposizione il titolo scelto alla fine fu "Conte di Oxford e Asquith", il quale ad ogni modo anche oggi viene solitamente abbreviato in "conte di Oxford". Il I conte fu seguito nel 1928 dal nipote, dal momento che suo figlio primogenito Raymond Asquith era rimasto ucciso durante la prima guerra mondiale. Il II conte fu un diplomatico ed amministratore e prestò servizio come Governatore delle Seychelles dal 1962 al 1967. Morì nel 2011 e gli succedette suo figlio, il III conte ed attuale detentore del titolo.

## Conti di Balfour (1922)
- Herbert Henry Asquith, I conte di Oxford e Asquith (1852–1928)
  - Raymond Asquith (1878–1916)
- Julian Edward George Asquith, II conte di Oxford e Asquith (1916-2011)
- Raymond Benedict Bartholomew Michael Asquith, III conte di Oxford e Asquith (n. 1952)

L'erede apparente è il figlio dell'attuale detentore del titolo, Mark Julian Asquith, visconte Asquith (n. 1979).